# Eoscarta
Eoscarta is een geslacht van halfvleugeligen uit de familie schuimcicaden (Cercopidae). De wetenschappelijke naam van dit geslacht is voor het eerst geldig gepubliceerd in 1902 door Breddin.

## Soorten
Het geslacht Eoscarta omvat de volgende soorten:
- Eoscarta apicata Distant, 1908
- Eoscarta assimilis (Uhler, 1896)
- Eoscarta atricapilla Distant, 1908
- Eoscarta aurora Kirkaldy, 1909
- Eoscarta bicolor Breddin, 1902
- Eoscarta bicolora Schmidt, 1911
- Eoscarta binotata Liang, 1996
- Eoscarta borealis (Distant, 1878)
- Eoscarta borneensis Lallemand, 1949
- Eoscarta colona Jacobi, 1927
- Eoscarta elongata (Matsumura, 1940)
- Eoscarta eos Breddin, 1902
- Eoscarta ferruginea Distant, 1916
- Eoscarta flavipes Schmidt, 1925
- Eoscarta fusca Lallemand, 1949
- Eoscarta fuscata Distant, 1916
- Eoscarta illuminata Distant, 1908
- Eoscarta impressa (Walker, 1870)
- Eoscarta jugalis Lallemand, 1949
- Eoscarta karnyi Schmidt, 1928
- Eoscarta karschi Schmidt, 1920
- Eoscarta kotoshonis Matsumura, 1938
- Eoscarta limbipennis Jacobi, 1905
- Eoscarta liternoides Breddin, 1902
- Eoscarta lombokensis Metcalf, 1955
- Eoscarta lumuensis Lallemand, 1932
- Eoscarta maculata (Walker, 1851)
- Eoscarta marginiceps Melichar, 1914
- Eoscarta modiglianii Schmidt, 1910
- Eoscarta monostigma (Walker, 1870)
- Eoscarta monticola Lallemand, 1928
- Eoscarta nigrifrons Schmidt, 1928
- Eoscarta nilgiriensis (Distant, 1900)
- Eoscarta nobilis Lallemand, 1924
- Eoscarta ochraceous (Metcalf & Horton, 1934)
- Eoscarta parva Liang, 1996
- Eoscarta perakana Lallemand, 1949
- Eoscarta philippinica Lallemand, 1949
- Eoscarta punctata Lallemand, 1930
- Eoscarta pygmaea Schmidt, 1909
- Eoscarta rana Distant, 1909
- Eoscarta roseinervis Schmidt, 1925
- Eoscarta rufa (Walker, 1870)
- Eoscarta seimundi (Lallemand, 1933)
- Eoscarta semicincta (Lallemand, 1939)
- Eoscarta semirosea (Walker, 1857)
- Eoscarta spenceri Liang, 1996
- Eoscarta subdolens (Walker, 1857)
- Eoscarta tonkinensis Lallemand, 1949
- Eoscarta walkeri (Metcalf, 1955)
- Eoscarta zonalis (Matsumura, 1907)